# 20 000 espèces d'abeilles
Pour plus de détails, voir Fiche technique et Distribution.
20 000 espèces d'abeilles (en espagnol : 20.000 especies de abejas) est un film espagnol réalisé par Estibaliz Urresola Solaguren, sorti en 2023.
Il est sélectionné en compétition à la Berlinale 2023 où Sofía Otero remporte l'Ours d'argent de la meilleure performance, faisant d'elle  la plus jeune actrice à avoir reçu ce prix (elle est alors âgée de 9 ans).

## Synopsis
Pour les vacances, Ane se rend avec ses trois enfants (Coco, Eneko et Nerea) dans son village natal du Pays basque espagnol, où vivent sa mère Lita et sa tante apicultrice Lourdes.

## Fiche technique
Sauf indication contraire, les informations mentionnées dans cette section peuvent être confirmées par la base de données cinématographiques IMDb,  présente dans la section « Liens externes ».
- Titre original : 20.000 especies de abejas
- Titre français : 20 000 espèces d'abeilles
- Réalisation et scénario : Estibaliz Urresola Solaguren
- Direction artistique : Izaskun Urkijo
- Costumes : Nerea Torrijos
- Photographie : Gina Ferrer
- Son : Eva Valiño
- Chanson finale : Gaua de Lourdes Iriondo (en)
- Montage : Raúl Barreras
- Pays de production : Espagne
- Format : Couleurs
- Langues originales : espagnol, basque, français
- Genre : drame
- Durée : 127 minutes
- Dates de sortie :
  - Allemagne : 22 février 2023 (Berlinale)
  - Espagne : 21 avril 2023
  - France : 14 février 2024 (sortie nationale)

## Distribution
- Sofía Otero : Aitor « Coco » / Lucía
- Patricia López Arnaiz : Ane, la mère
- Martxelo Rubio : Gorka, le père
- Unax Hayden : Eneko, le frère
- Andere Garabieta : Nerea, la demi-sœur
- Itziar Lazkano : Lita, la grand-mère
- Ane Gabarain : Lourdes, la grand-tante
- Sara Cozar : Leire, la tante
- Miguel Garcés : Jon, l'oncle

## Production
En juillet 2021, Estibaliz Urresola Solaguren a été sélectionnée par les Ateliers Film MFI Script 2 de l'Institut méditerranéen du film (MFI). Elle s'y forme et se spécialise dans l'écriture de scénarios et le développement de projets.
Le film fait partie des 19 projets officiels sélectionnés pour le marché de coproduction de la Berlinale 2022. La production est assurée par Inicia Films et Gariza Films,.
Le film est tourné à Laudio et à Hendaye,.
Le scénario a été motivé par le suicide de Ekai Lersundi (es), un jeune homme trans de 16 ans qui s'est donné la mort en 2018 dans le pays Basque,. La réalisatrice a pris contact avec Naizen (es), une association basque visant à accompagner les mineurs trans, afin de réaliser des interviews pour écrire le scénario du film.

## Sortie

### Accueil critique
En France, le site Allociné propose une moyenne de 3,7⁄5, d'après l'interprétation de 14 critiques de presse.

## Distinctions

### Récompenses
- Berlinale 2023 : Ours d'argent de la meilleure performance pour Sofía Otero
- Festival international du film de Saint-Sébastien 2023 : Prix Sebastiane
- Festival du film espagnol Cinespaña de Toulouse 2023 : Prix du meilleur scénario et prix du public[12]
- Festival du cinéma méditerranéen de Montpellier 2023 : Prix du public[13]
- Prix Feroz 2024 : meilleur film dramatique et meilleure actrice dans un second rôle pour Patricia López Arnaiz[14],[15]
- Prix Gaudí 2024 : meilleur nouveau réalisateur et meilleure photographie[16],[17],[18]
- Goyas 2024 : meilleure actrice dans un second rôle pour Ane Gabarain, meilleur scénario original et meilleur nouveau réalisateur[19],[20]
- Prix Platino 2024 : meilleure actrice dans un second rôle pour Ane Gabarain, meilleur scénario, meilleur premier film de fiction et prix Cinéma et Éducation aux Valeurs[21],[22]

### Nominations
- Prix Feroz 2024 : meilleur film dramatique, meilleure réalisation, meilleur scénario, meilleure actrice dans un second rôle, meilleure bande annonce et meilleure affiche
- Prix Gaudí 2024 : meilleur film en langue non-catalane, meilleur nouveau réalisateur, meilleur scénario original, meilleure actrice pour Patricia López Arnaiz, meilleure actrice dans un second rôle pour Ane Gabarain, meilleure direction artistique, meilleure photographie, meilleur montage et meilleur son
- Goyas 2024 : meilleur film, meilleure actrice pour Patricia López Arnaiz, meilleur acteur dans un second rôle pour Martxelo Rubio, meilleure actrice dans un second rôle pour Itziar Lazkano et Ane Gabarain, meilleur scénario original, meilleur nouveau réalisateur, meilleure direction de production, meilleur montage, meilleure photographie, meilleure direction artistique, meilleurs costumes, meilleurs maquillages et coiffures, meilleur son et meilleurs effets visuels
- Prix LUX 2024